# 马格兰
马格兰（法語：Magrin，法語發音：[maɡʁɛ̃]）是法国奥克西塔尼大区塔恩省的一个市镇，属于卡斯特尔区。

## 地理
马格兰（43°36'40"N, 1°55'24"E）面积8.07 平方千米，位于法国奧克西塔尼大區塔恩省，该省份为法国南部内陆省份，北起顺时针与阿韦龙省、埃罗省、奥德省、上加龙省和塔恩-加龙省接壤。
与马格兰接壤的市镇（或旧市镇、城区）包括：阿尔冈、贝特尔、拉克鲁瓦西耶、普拉德、普拉特维耶勒、泰索德。

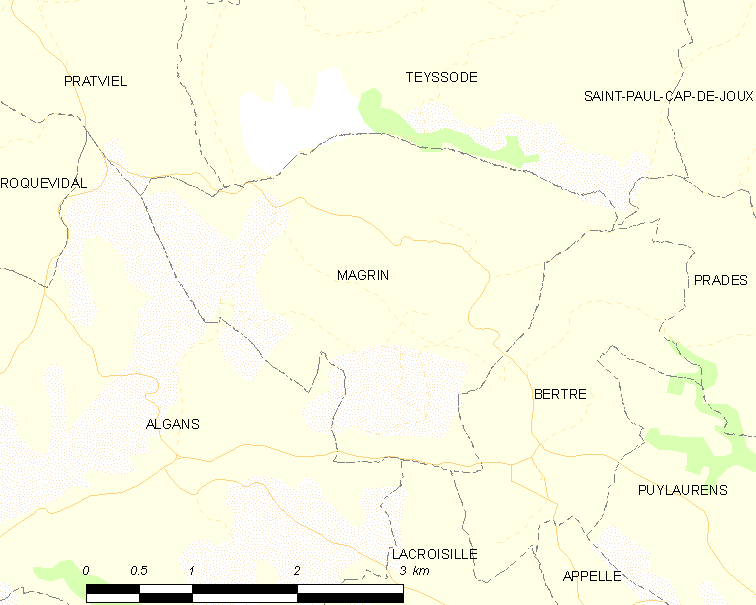
马格兰的OSM定位图

马格兰的时区为UTC+01:00、UTC+02:00（夏令时）。

## 行政
马格兰的邮政编码为81220，INSEE市镇编码为81151。

## 政治
马格兰所属的省级选区为阿古平原县。

## 人口

1962-2008年间马格兰人口变化图示

马格兰于2022年1月1日时的人口数量为135人。